# Flavigny-le-Grand-et-Beaurain
Flavigny-le-Grand-et-Beaurain ist eine französische Gemeinde mit 438 Einwohnern (Stand: 1. Januar 2022) im Département Aisne in der Region Hauts-de-France. Sie gehört zum Arrondissement Vervins, zum Kanton Guise und zum Kommunalverband Thiérache Sambre et Oise.

## Geografie
Die Gemeinde Flavigny-le-Grand-et-Beaurain liegt in der Landschaft Thiérache an der oberen Oise, vier Kilometer südöstlich von Guise. Nachbargemeinden von Flavigny-le-Grand-et-Beaurain sind Villers-lès-Guise im Norden, Monceau-sur-Oise im Nordosten, Wiège-Faty im Osten, Colonfay im Südosten, Puisieux-et-Clanlieu im Süden, Audigny im Südwesten sowie Guise im Westen und Nordwesten.

## Bevölkerungsentwicklung
| Jahr                       | 1962 | 1968 | 1975 | 1982 | 1990 | 1999 | 2006 | 2014 | 2021 |
| -------------------------- | ---- | ---- | ---- | ---- | ---- | ---- | ---- | ---- | ---- |
| Einwohner                  | 597  | 563  | 505  | 478  | 466  | 464  | 425  | 474  | 440  |
| Quellen: Cassini und INSEE |      |      |      |      |      |      |      |      |      |

## Sehenswürdigkeiten
- Wehrkirche Saint-Médard, Monument historique seit 1927

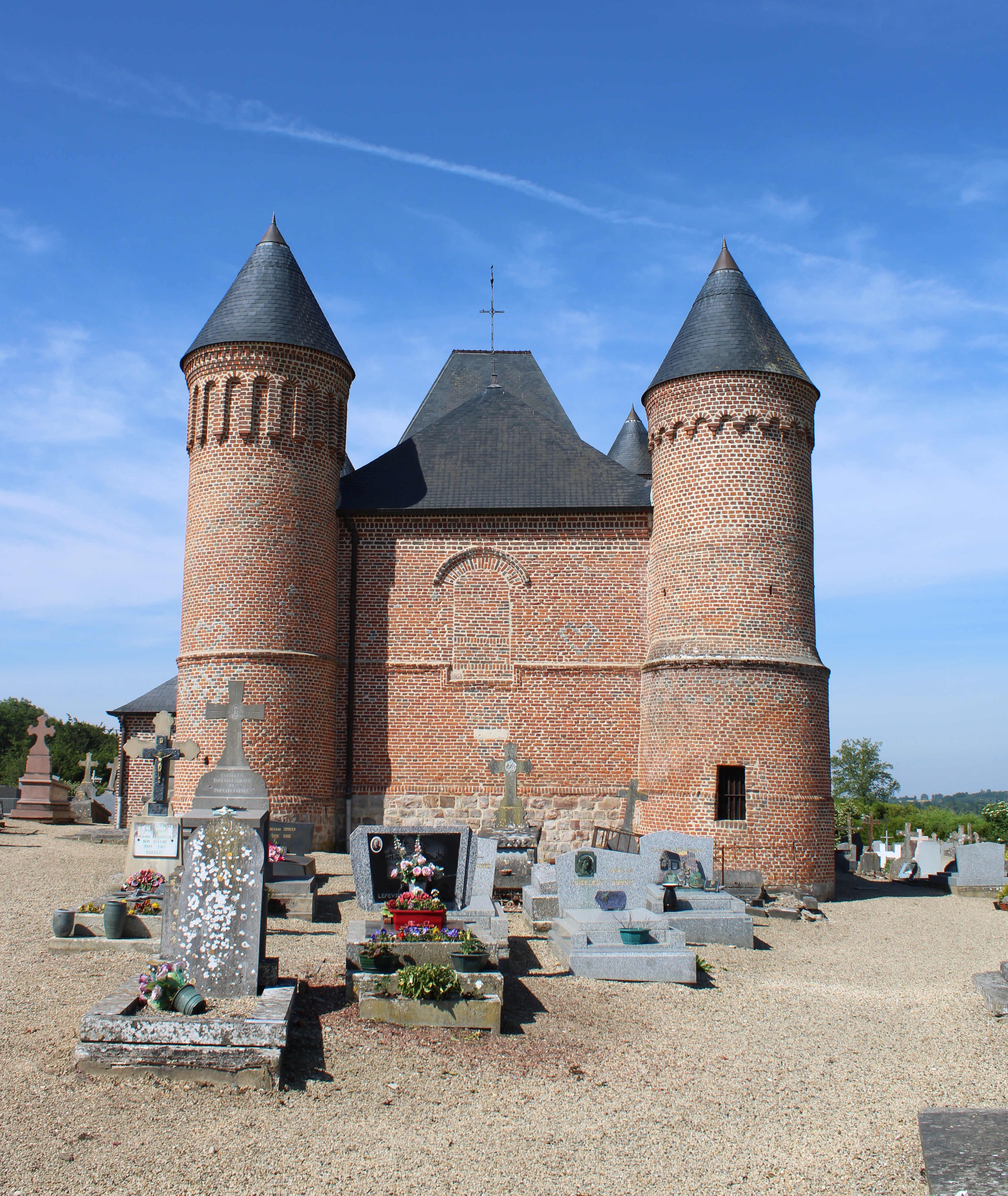
Kirche Saint-Médard
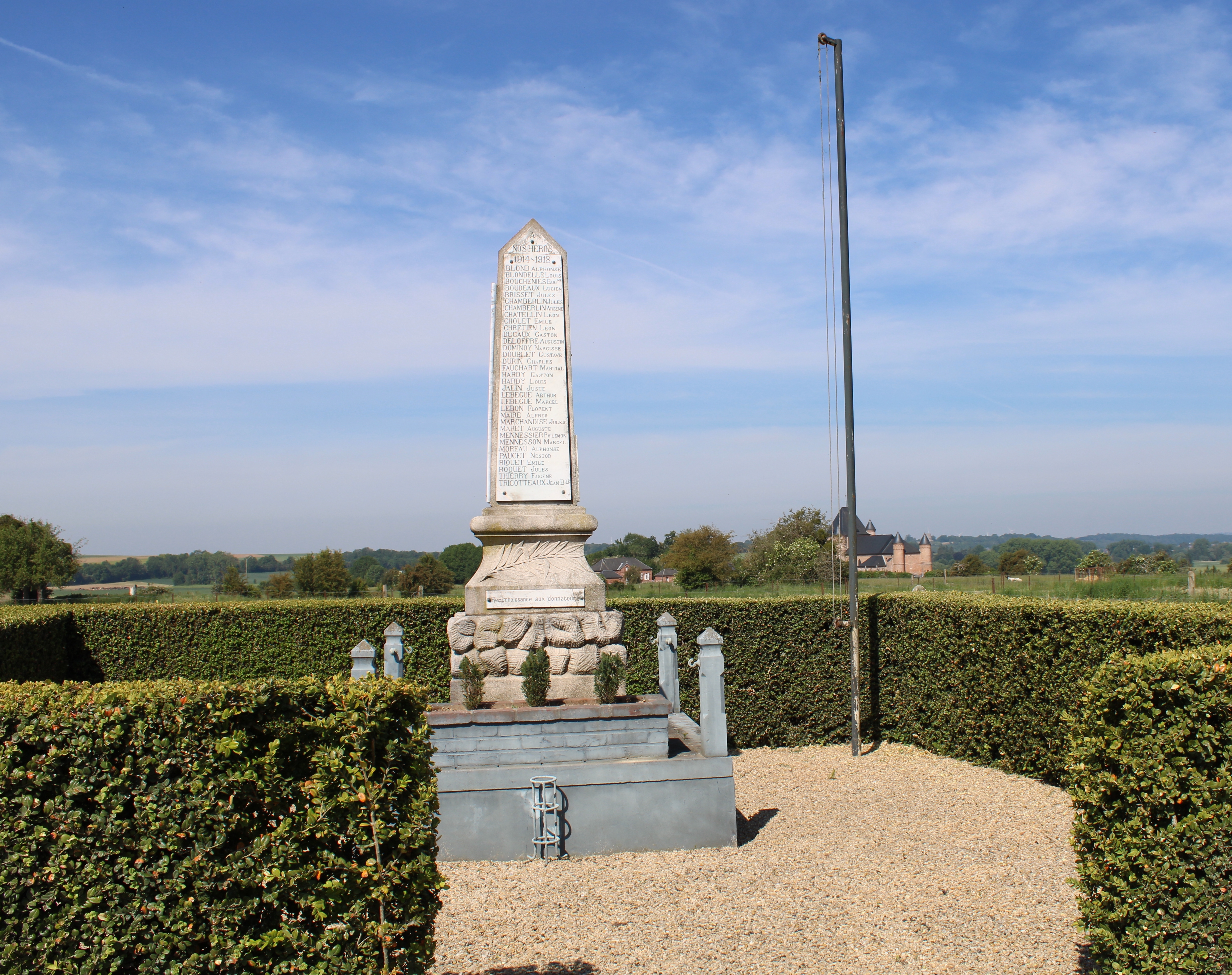
Gefallenendenkmal